# Lista över geologiska strukturer på Uranus månar
Detta är en lista över geologiska strukturer på Uranus månar.

## Puck

### Kratrar
- Bogle
- Butz
- Lob

## Miranda

### Kratrar
| Krater    | Diameter |
| --------- | -------- |
| Alonso    | 25 km    |
| Ferdinand | 17 km    |
| Francisco | 14 km    |
| Gonzalo   | 11 km    |
| Prospero  | 21 km    |
| Stephano  | 16 km    |
| Trinculo  | 11 km    |

### Coronae
| Coronae          | Diameter   |
| ---------------- | ---------- |
| Arden Corona     | 31008 km   |
| Elsinore Corona  | 3237686 km |
| Inverness Corona | 234 km     |

### Regio, ljusa områden
| Regio           |
| --------------- |
| Dunsinane Regio |
| Ephesus Regio   |
| Mantua Regio    |
| Sicilia Regio   |

### Klippor
| Klippor      |
| ------------ |
| Argier Rupes |
| Verona Rupes |

### Sulci
| Sulci           |
| --------------- |
| Naples Sulcus   |
| Syracusa Sulcus |

## Ariel

### Kratrar
Information om Ariels kratrar
| Krater   |
| -------- |
| Abans    |
| Agape    |
| Ataksak  |
| Befana   |
| Berylune |
| Deive    |
| Djadek   |
| Domovoy  |
| Finvara  |
| Gwyn     |
| Huon     |
| Laica    |
| Mab      |
| Melusine |
| Oonagh   |
| Rima     |
| Yangoor  |

### Dalar
Information om Ariels dalar
| Dal               |
| ----------------- |
| Leprechaun Vallis |
| Sprite Vallis     |

### Sprickor
Information om Ariels sprickor
| Spricka         |
| --------------- |
| Brownie Chasma  |
| Kachina Chasma  |
| Kewpie Chasma   |
| Korrigan Chasma |
| Kra Chasma      |
| Pixie Chasma    |
| Sylph Chasma    |

## Umbriel

### Kratrar
| Krater   |
| -------- |
| Alberich |
| Fin      |
| Gob      |
| Kanaloa  |
| Malingee |
| Minepa   |
| Peri     |
| Setibos  |
| Skynd    |
| Vuver    |
| Wokolo   |
| Wunda    |
| Zlyden   |

## Titania

### Kratrar
| Krater     |
| ---------- |
| Adriana    |
| Bona       |
| Calphurnia |
| Elinor     |
| Gertrude   |
| Imogen     |
| Iras       |
| Jessica    |
| Katherine  |
| Lucetta    |
| Marina     |
| Mopsa      |
| Phrynia    |
| Ursula     |
| Valeria    |

### Sprickor
| Spricka        |
| -------------- |
| Belmont Chasma |
| Messina Chasma |

### Klippor
| Klippa           |
| ---------------- |
| Roussillon Rupes |

## Oberon

### Kratrar
| Krater     |
| ---------- |
| Antony     |
| Caesar     |
| Coriolanus |
| Falstaff   |
| Hamlet     |
| Lear       |
| Macbeth    |
| Othello    |
| Romeo      |

### Sprickor
| Spricka       |
| ------------- |
| Mommur Chasma |